# Phalera magnimaculata
Phalera magnimaculata är en fjärilsart som beskrevs av Barend J. Lempke 1937. Phalera magnimaculata ingår i släktet Phalera och familjen tandspinnare. Inga underarter finns listade i Catalogue of Life.